# Bandcamp
Bandcamp é um empresa formada em 2007 pelos co-fundadores do Oddpost, Ethan Diamond e Shawn Grunberger, juntamente com os programadores Joe Holt e Neal Tucker mais tarde, em 2008, lançam a plataforma online para artistas independentes conseguirem divulgar e vender a sua música autonomamente. Os utilizadores do Bandcamp podem usufruir de um microsite personalizável onde podem partilhar a sua música. Todas as faixas podem ser reproduzidas gratuitamente via streaming, e compradas independentemente ou em conjunto com o álbum.

A música pode também ser comprada como um presente. O upload de música para a plataforma é gratuito, no entanto, o Bandcamp cobra uma percentagem de 15% no total de vendas no microsite do utilizador, e que é reduzida para 10% após o valor total de vendas do mesmo ultrapassar os 5 000 dólares.

## Direitos de autor
Os direitos de autor de um determinado conteúdo, são frequentemente violados quando é efetuado um download não autorizado. Para combater a violação de direitos de autor o Bandcamp disponibiliza a transmissão da música completa gratuitamente, dando ao mesmo tempo a opção, ao consumidor, de efetuar uma doação monetária à sua escolha ao artista como maneira de apoiar o seu trabalho. Uma percentagem das vendas acontece devido aos motores de pesquisa que através de etiquetas apresentam resultados para o microsite do artista. Desde a sua fundação, o valor total de vendas em dólares, pode ser encontrado aqui.

## Bandcamp para editoras
O Bandcamp para editoras foi lançado em Dezembro de 2014, proprocionando ferramentas para contabilidade e estatísticas dos artistas na mesma editora. Tambem permite uma  interface única para a mercadoria da editora. O plano de utilização para editoras é pago, contrariamente ao plano de utilização para os artistas que é gratuito. Algumas das editoras mais populares a utilizar o Bandcamp são a Sub Pop, Ninja Tune, Truth and Soul, Grosse Boïte, Fat Wreck Chords, Relapse, Future Classic, Innovative Leisure, Software, RVNG, e Styles Upon Styles.